# Manohar Parrikar
Manohar Parrikar, född 13 december 1955 i Mapusa i Goa, död 17 mars 2019 i Panaji i Goa, var en indisk politiker (BJP) och chefsminister (Chief Minister) i delstaten Goa. Han var civilingenjör, och den förste med IIT-examen som blivit chefsminister i en indisk delstat. Han tjänstgjorde även som Indiens försvarsminister från november 2014 till mars 2017.  
Parrikar invaldes i den lagstiftande församlingen i Goa 1994, och blev officiell oppositionsledare 1999. Chefsminister blev han sedan första gången i oktober 2000. Efter att ha avgått från denna post i februari 2002 återkom han i juni samma år, efter nya val till lagstiftande församlingen, och var fortfarande (2019) chef för delstatsregeringen. Sedan fyra av BJP:s lagstiftare avsagt sig sina platser i församlingen 29 januari 2005 blev det under en period osäkert om Parrikar kunde sitta kvar vid makten mandatperioden ut.